# Balanus perforatus
Balanus perforatus är en kräftdjursart. Balanus perforatus ingår i släktet Balanus och familjen havstulpaner. Inga underarter finns listade i Catalogue of Life.

## Bildgalleri

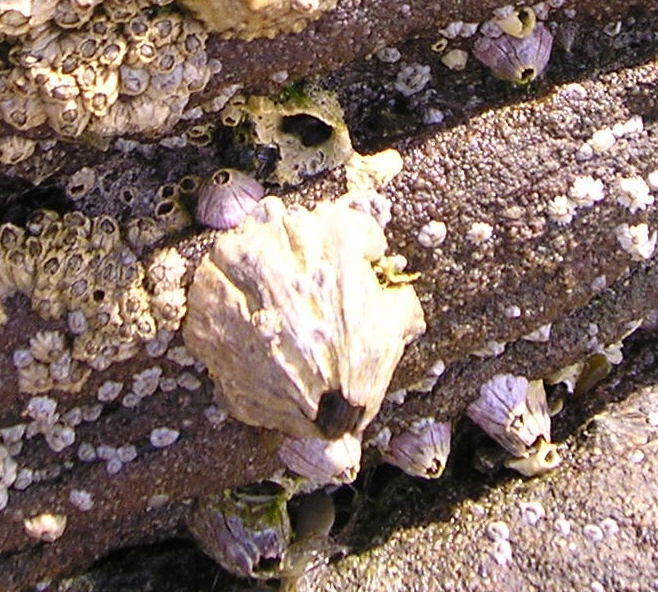
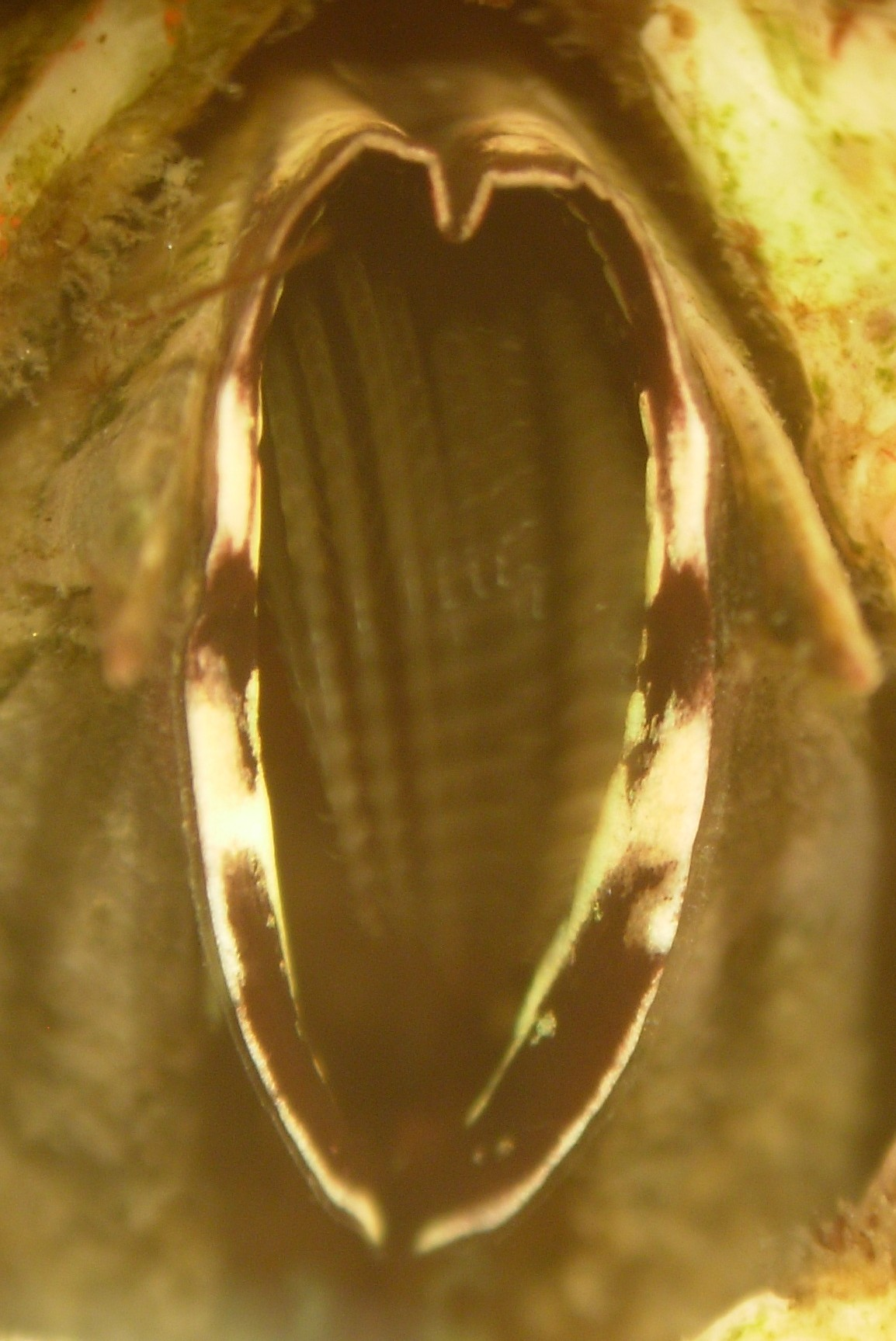